# Adam Puschmann
Adam Puschmann, var en tysk mästersångare, kantor och kompositör i Görlitz.

## Biografi
Adam Puschmann arbetade som skomakare hos Hans Sachs i Nürnberg. Han blev omkring 1570 kantor i Görlitz. I Maria Magdalenabiblioteken i Breslau finns ett manuskript av ett utgivet verk över den tyska mästersången Gründlicher Bericht des deutschen Meistergesanges 1571–1574, som utkom i tre upplagor. Puschmann arbetade även som mästersångare och har komponerat fem sånger till sitt skådespel Jacob und Joseph.